# 露西·勞勒斯
露西·勞勒斯（娘家姓瑞恩，本名：Lucille Frances "Lucy" Ryan，1968年3月29日—）為出生於紐西蘭的女演員、女歌手。
勞勒斯現今最著名的代表作為电视剧《齊娜武士公主》，並隨後參演該戲劇的電視影集版本。除此，她也擔任《蜘蛛人》、《歐洲任我行》、《惡靈空間》、《蝗蟲過境》等演出。另外，跨足演唱界的她也出過多張歌唱專輯。

## 早年生活
露西生於奧克蘭郊區阿爾伯特山，母親朱莉是位教師，父親弗蘭克·瑞恩為愛爾蘭裔，是一個銀行家，亦曾任阿爾伯特山市長。她在六兄弟姊妹中排行第五。

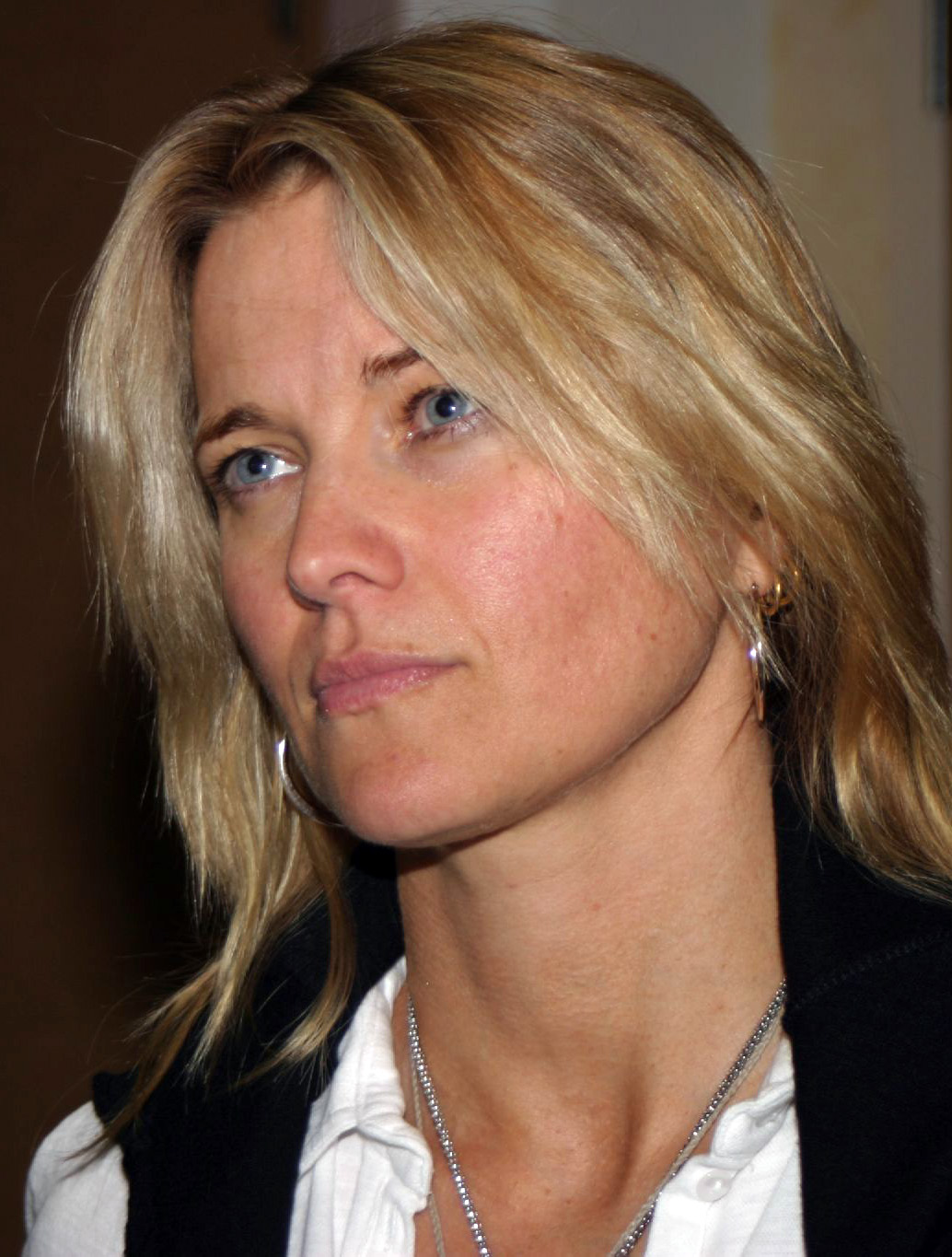
露西·勞倫斯

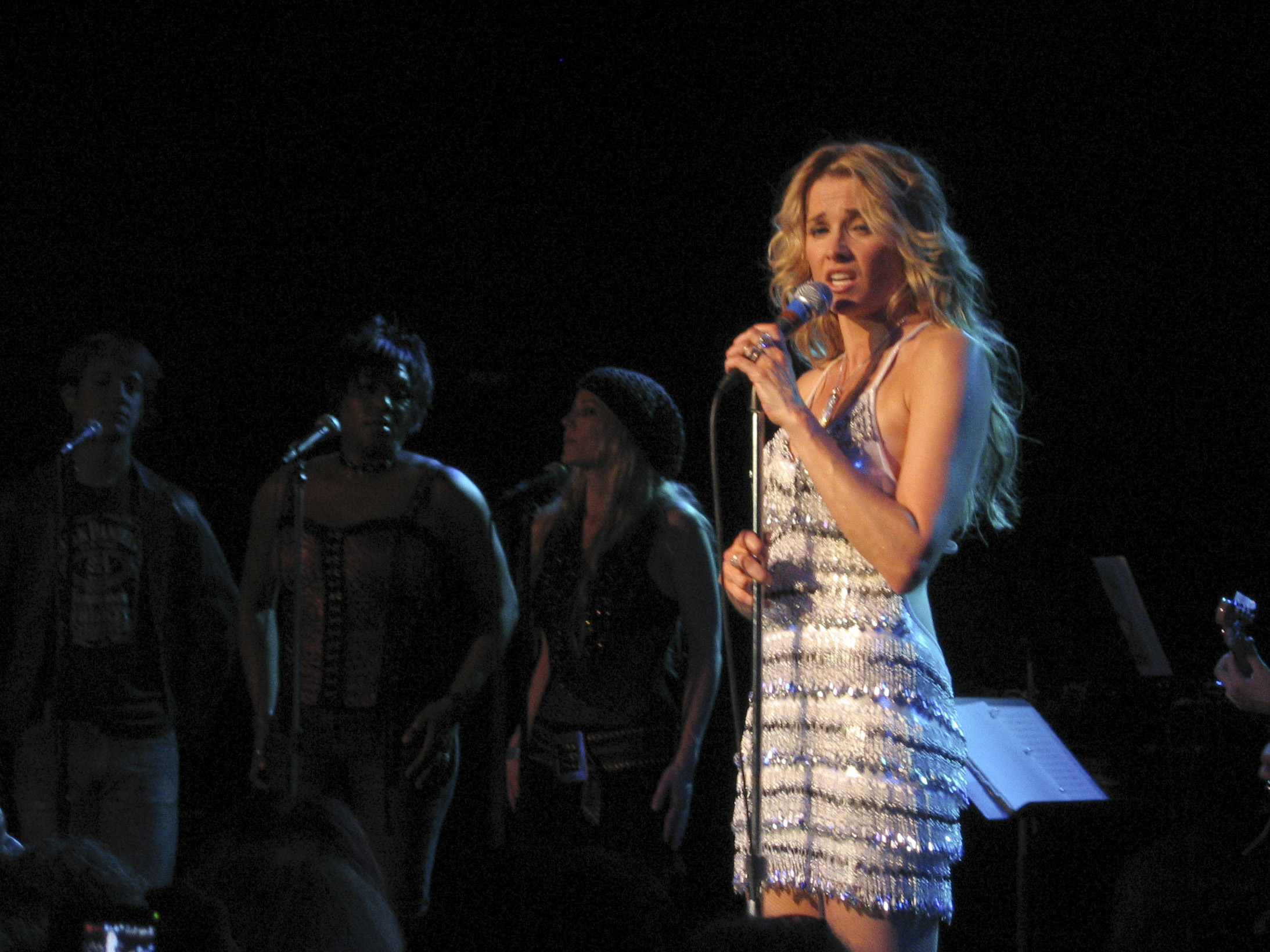
露西·勞倫斯

## 外部連結
- 露西·勞倫斯在互联网电影资料库（IMDb）上的資料（英文）
- 露西·勞倫斯在TV.com
- http://www.filmreference.com/film/11/Lucy-Lawless.html （页面存档备份，存于）